# سد داشو
سد داشو (به انگلیسی: Dasu Dam) یک منطقهٔ مسکونی در پاکستان است که در ناحیه کوهستان بالا واقع شده‌است.